# 追放者連盟
追放者連盟（ついほうしゃれんめい。ドイツ語: Bund der Vertriebenen, 略称BdV）は、第二次世界大戦後に、旧ドイツ東部やその他の当時の東側諸国からドイツ人追放措置によって放逐された民族ドイツ人 (放逐ドイツ人Heimatvertriebene) の利益を代弁するために組織された非営利団体である。故郷放逐者同盟とも訳される。

## 概説

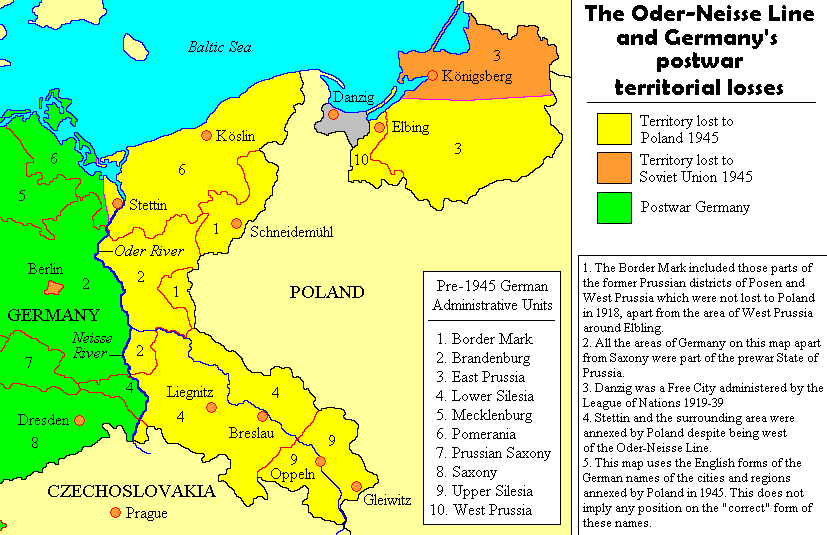
オーデル・ナイセ線以東の旧ドイツ領土。東プロイセン、シュレージエン、ポンメルン、およびブランデンブルクの一部などが含まれる

第二次世界大戦後、旧ドイツ東部領土や、ナチス・ドイツが占領していたポーランドとソ連から移送された帝国ドイツ人 (Reichsdeutsche) と、チェコスロヴァキア、ハンガリー、ルーマニア、ユーゴスラヴィア、その他の国々から移送された在外民族ドイツ人 (VolksdeutscheあるいはAuslandsdeutsche) の数は1,500万人ともいわれるが、追放者連盟はこれらドイツ人のディアスポラを象徴している。このディアスポラにはドイツ帝国によって行われた殖民に参加した者や、ナチス・ドイツが占領していた地域へ戦中に移住した者も含まれる。

## 放逐ドイツ人に関するドイツの法律
1953年から1991年の間に、西ドイツ政府は追放された民間人に関する諸法案を成立させた。このうち最も重要なのは「ドイツ帰還法」である。この法律は全ての民族ドイツ人に西ドイツ国籍を与えるというものである。
ドイツ帰還法で扱われた問題で中心的なものは、難民としての地位の相続である。ドイツ連邦難民法 (Bundesvertriebenengesetz) 第7条2項では、強制移住者の「配偶者と子孫」は、本人が強制退去されたかどうかに関わらず、強制移住者と同等に扱われることになっている。ドイツ国内に難民キャンプが設置されたことはないが、この法的地位は国連パレスチナ難民救済事業機関 (UNRWA) キャンプのパレスチナ難民の状況と比較される。
しかし追放者連盟は、上記の難民地位相続規定の存続のために積極的な議会工作をしている。もしこの規定が改変されるようなことがあれば、戦後世代から新しい会員を募ることができなくなってしまう可能性が出てくるからである。放逐者としての地位は、ナチス・ドイツが占領していた地域にすでに定住していたドイツ人にも、軍事占領と共に移住してきていたドイツ人と同様に適用される。

## 近年の展開

### 東方外交とドイツ再統一
ドイツの歴代政権、とくにキリスト教民主同盟が主導した政権は、ドイツ人難民や放逐者への支援を表明してきた。社会民主党 (SPD) 政権は伝統的にキリスト教民主同盟ほどには協力的ではなかった。西ドイツが「東方外交」政策によってオーデル・ナイセ線を国境として承認したのは、社会民主党のヴィリー・ブラント政権のときである。
1990年代初頭になると、ドイツ政界の主流派は今が西ドイツと東ドイツの分断を取り除く機会だと感じるようになった。これは歴史的な機会であり、早急に行うべきだとされた。潜在的にやっかいな問題になると考えられたことの一つに、戦前の旧ドイツ東部領土があった。ここの領有権を完全に放棄しなければ、諸外国はドイツ再統一を容認しないだろうと考えられた。政府は「ドイツに関する最終規定条約」（俗称「2プラス4条約」）に調印した。これは、東西ドイツそれぞれの主権を公式に再確認するものであった。この条約の条件の一つは、ドイツは戦後の国境線を承認することだった。1991年、ドイツ再統一を促進し周辺国を安心させるため、西ドイツは基本法（西ドイツ憲法）の改正をした。第146条が修正され、それによって現基本法第23条が再統一に用いられることとなった。東ドイツの「5つの新連邦州」が西ドイツに加盟すると、基本法は再度改正され、「このたび統一される領土の他にドイツの領土は存在しない」と明示された。

### EUの拡大
今日ドイツの有権者の間では、追放者連盟の目標を支持する空気はあまりない。政府においては、キリスト教民主同盟も社会民主党も、中央ヨーロッパや東ヨーロッパとの関係改善を志向している。これが放逐ドイツ人の利益と対立する場合もある。ドイツ東方の国境線の問題や放逐ドイツ人の帰還の問題は、ドイツ政府、憲法改正、領土の確定によって終了している。
しかし欧州連合 (EU) の拡大によって、放逐ドイツ人の諸団体は、現在ポーランドやチェコの領土となっている旧ドイツ地域における個人財産権が認められるのではないかという望みを持つようになった。これらの団体は、ポーランドとチェコは人権を尊重すべきだと主張し、欧州連合への加盟が承認される前に追放の被害者となったドイツ人への補償をすべきだと訴えていた。
また、2002年に当時のハンガリー首相オルバーン・ヴィクトルは、チェコとスロヴァキアは欧州連合へ加盟する前にベネシュ布告を廃止すべきだと述べた。ベネシュ布告によってチェコスロヴァキアに住んでいた多くのハンガリー人も財産を没収された。オルバーンの要求はバイエルン州政府、バイエルン州首相エドムント・シュトイバー、オーストリア首相ヴォルフガング・シュッセルに支持された。2003年、リヒテンシュタインはヨーロッパ共通経済空間 (CEES) 拡大に調印しなかった。チェコがベネシュ布告の撤廃を拒否しており、昔リヒテンシュタイン家がボヘミアに持っていて戦後チェコスロヴァキア政府に没収された財産に対する補償を拒否していたからである。これらベネシュ布告撤廃要求運動は実を結ばなかった。
2004年にチェコ、スロヴァキア、ポーランドがEUに正式加盟した。EUは過去でなく未来志向のアプローチを奨励している。
こういった財産補償要求は関係各国の国会で全て満場一致で拒絶され、この一連の出来事でドイツ、ポーランド、チェコの間に互いへの不信感が生まれた。放逐ドイツ人たちは没収された財産を示し、人権について主張した。ポーランドはドイツ人に対して、ポーランドが第二次世界大戦でナチス・ドイツにより受けた被害の直接補償を一切受けていない事実に注意を喚起させた。最新の算定では、ポーランド一国だけに限定しても、ドイツが支払うべき賠償金の総額は6400億米ドル相当（70兆円以上）になるとされている。ポーランドはさらに、ドイツ人追放や国境線変更はポーランド政府の決定で行われたものでなくポツダム協定によって強制されたものである事実を示した。付け加えると、ポーランドの共産主義政権による個人財産の没収措置はドイツ人だけに適用されたのではなく、民族的背景に関係なく全ての人々に対して実施されたのであった。旧ドイツ領であった地域に現在住んでいるポーランドの人々の大半が、彼ら自身ほかの土地から追放された人々やその子孫であるという事実が、状況をさらに複雑にしている。これらの人々は、ソ連に編入された地域から国外追放され、故郷を追われる際に財産をあとに残してきた。仮に放逐ドイツ人に財産を取り戻す機会があるとしても、放逐ポーランド人にはそのような望みは全くないのである。1939年のポーランド侵攻以後、新たなドイツ人植民者がポーランドに渡っている事実と、ドイツの法律がこれらの植民者を含めて難民として扱っていることが、ポーランドとの問題にさらなる論議を巻き起こしている。
追放者連盟はポーランドとチェコには厳しい要求を繰り返しているのに対し、ロシアやカリーニングラード州に関しては沈黙している。
2000年、追放者連盟は放逐されたドイツ人を記念する「反国外追放センター」(Zentrum gegen Vertreibungen)の建設運動を開始した。この運動の主導者は当時のエーリカ・シュタインバッハ議長とペーター・グロッツである。
2003年にキールの日刊紙「Kieler Nachrichten」に掲載された、ドイツ人ジャーナリストのガブリエーレ・レッサーが書いた記事が、追放者連盟を中傷する内容を含んでいるとして、訴訟が起きた。この裁判はおおむね、追放者連盟側の勝訴となった。記事は撤回され、「Kieler Nachrichten」紙は追放者連盟に謝罪した。レッサーはベルリンの日刊紙「Die Tageszeitung」に論評記事を書き、追放者連盟が推進している「反国外追放センター」の建設に反対し、ドイツ・ポーランド関係に有害な影響を与えているとして、シュタインバッハ議長を非難している。
一方2004年、シュタインバッハ議長はベルリンで会見し、ドイツが法的解決を行うなら追放者連盟は過去の財産に対する補償要求を放棄し、財産返還や補償を求める訴訟を起こすことができないような法律改正を当時の社会民主党政権に要求すると発言した。その後キリスト教民主同盟と社会民主党が主導する連立政権が発足したが、2008年5月現在法改正は行われていない。。ドイツキリスト教民主同盟の連邦議会議員であるシュタインバッハは、1998年から2014年11月まで追放者連盟の議長を務めたが、その前後を含めて追放者問題に参画し続けている。

## 組織の内容
追放者連盟に所属する放逐ドイツ人は、その追放以前の出生地に応じて21の地方組織 (Landsmannschaften) 、現在の居住地ごとに16の州組織 (Landesverbände) 、そして5つの関連組織に所属している。追放者連盟は避難や追放の後にドイツ連邦共和国に定住した約1,500万人のドイツ人を代表する唯一の全国組織である。追放者連盟には約200万人の会員がおり、ドイツ政治において一定の発言力がある。
2016年2月現在の議長は、キリスト教社会同盟の政治家でもある弁護士ベルント・ファブリティウスである。ファブリティウスはルーマニア・シビウ県アグニタ出身で、アビトゥーア合格後に家族とともに西ドイツへ移住した。
追放者連盟は会員がドイツ社会と調和するよう助けている。また、会員の多くはそれぞれの出生地を支援している。

### ドイツ人追放者綱領
1950年8月5日のドイツ人追放者綱領 (Charta der deutschen Heimatvertriebenen) では、「故郷への権利が神によって人類に与えられた基本的権利の一つとして認められ行使される」ことが要求されることを確信し、過去10年の間に行われた「終わりなき苦しみ (unendliche Leid)」に対しても復讐で応えることを放棄し、ドイツとヨーロッパの再建へ一体となった努力をすることを支援する、と宣言されている。